# Maria Teresa Horta
Maria Teresa de Mascarenhas Horta Barros GOIH • GOL (Lisboa, 20 de maio de 1937 — Lisboa, 4 de fevereiro de 2025) foi uma escritora, jornalista, activista e poetisa portuguesa. 
Foi uma das autoras do livro Novas Cartas Portuguesas, pelo qual foi processada e julgada em 1972, ao lado de Maria Isabel Barreno e Maria Velho da Costa.

## Biografia
Nasceu em Lisboa, no dia 20 de Maio de 1937. É filha de Jorge Augusto da Silva Horta, 5.º Bastonário da Ordem dos Médicos (1956-1961), e de sua primeira mulher D. Carlota Maria Mascarenhas - a qual era neta paterna, por bastardia, do 9.º Marquês de Fronteira, 10.º Conde da Torre de juro e herdade, Representante do Título de Conde de Coculim, 7.º Marquês de Alorna de juro e herdade e 11.º Conde de Assumar de juro e herdade, ele próprio também filho natural - é oriunda, pelo lado materno, de uma família da alta aristocracia portuguesa, contando entre os seus antepassados a célebre poetisa Marquesa de Alorna.
Foi casada, em segundas núpcias, com o jornalista Luís de Barros, de quem tem um único filho, Luís Jorge Horta de Barros (4 de Abril de 1965), casado com Maria Antónia Martins Peças Pereira, com dois filhos, Tiago e Bernardo Barros.
Em 2024, foi editado o livro "A Desobediente", biografia escrita por Patrícia Reis.
Faleceu na manhã de 4 de fevereiro de 2025, em Lisboa, aos 87 anos.

## Percurso
Frequentou o Liceu D. Filipa de Lencastre e a Faculdade de Letras da Universidade de Lisboa. 
Foi dirigente do ABC Cine-Clube.
Fez parte do Movimento Feminista de Portugal juntamente com Maria Isabel Barreno e Maria Velho da Costa, as Três Marias. Em conjunto lançaram o livro Novas Cartas Portuguesas, que na época teve um forte impacto e gerou contestação.
Maria Teresa Horta também fez parte do grupo Poesia 61.
Publicou diversos textos em jornais como Diário de Lisboa, A Capital, República, O Século, Diário de Notícias e Jornal de Letras e Artes, entre outros. Na Capital liderou o suplemento Literatura e Arte, por onde passaram nomes como Natália Correia, Maria Isabel Barreno, Ary dos Santos, José Saramago, António Gedeão, Alexandre O’Neill, Mário Cesariny, entre outros grandes nomes da literatura portuguesa.
Foi também chefe de redacção da revista Mulheres, a convite do Partido Comunista Português, da qual foi militante durante 14 anos entre 1975 e 1989, quando se dá o fim da União Soviética. Esta revista, um projecto pessoal de Maria Teresa Horta,  consistiu num projecto feminista, de forte cunho essencialista. Permitiu-lhe entrevistar mulheres de relevo da política, da cultura e da literatura, entre elas: Maria de Lourdes Pintasilgo, Marguerite Yourcenar, Marguerite Duras, Maria Bethânia.

## Prémios e Reconhecimento
Foi galardoada com o Prémio D. Dinis 2011 da Fundação Casa de Mateus pela sua obra "As Luzes de Leonor", o qual aceitou, embora se recusasse a recebê-lo das mãos do Primeiro-Ministro Pedro Passos Coelho, ao qual cabia entregá-lo, alegando que este está "a destruir o país". Nesse ano ganha ainda o Prémio Máxima de Literatura, pela mesma obra.
Em 2014, recebeu o Prémio Consagração de Carreira da Sociedade Portuguesa de Autores.
Em 2017, recusou receber o 4º Prémio Oceanos (Literatura em Língua Portuguesa), atribuído anualmente pelo Itaú Cultural no Brasil. A sua recusa deve-se ao facto de o ter de partilhar com o autor Bernardo Carvalho e por achar que a sua obra e os seus leitores mereciam mais respeito.
O seu livro "Anunciações" (com o qual concorrera ao Prémio Oceanos) ganha o Prémio Autores de 2017 na categoria Melhor Livro de Poesia. 
As Três Marias (ela e Maria Isabel Barreno e Maria Velho da Costa) encontram-se entre os 50 autores portugueses seleccionados por António M. Feijó, João R. Figueiredo e Miguel Tamen, professores e ensaístas da Faculdade de Letras da Universidade de Lisboa, para constar no livro "O Cânone", publicado pela editora Tinta da China em 2020.
O Ministério da Cultura português distinguiu-a com a Medalha de Mérito Cultural em 2020.
Em 2021 foi distinguida com o Prémio Literário Casino da Póvoa 2021, no festival de literatura Correntes d'Escritas, pela obra Estranhezas. No mesmo ano, foi homenageada no Festival Literário Internacional do Interior, criado em homenagem das vítimas dos incêndios de 2017.
Em 2023, o ISPA distinguiu-a com o título de Doutora Honoris Causa. 
Em 2024, é distinguida com o Prémio Liberdade, no âmbito dos Prémios ACTIVA Mulheres Inspiradoras. 
Também em 2024, torna-se na primeira mulher a receber o Prémio Rodrigues Sampaio, prémio este atribuído pela Associação dos Jornalistas e Homens de Letras do Porto.
Ainda em 2024, a BBC colocou-a entre as 100 mulheres mais influentes e inspiradoras do mundo. 
Em 2025, a Ordem de Advogados portuguesa atribui-lhe, a título póstumo, o Prémio Elina Guimarães.

## Condecorações
A 8 de Março de 2004, foi agraciada com o grau de Grande-Oficial da Ordem do Infante D. Henrique pelo Presidente da República Portuguesa, Jorge Sampaio.
A 21 de Abril de 2022, foi agraciada com o grau de Grande-Oficial da Ordem da Liberdade.

## Obras
É autora de vários livros de poesia e ficção:
Poesia
- Espelho Inicial (1960)
- Tatuagem (1961)
- Cidadelas Submersas (1961)
- Verão Coincidente (1962)
- Amor Habitado (1963)
- Candelabro (1964)
- Jardim de Inverno (1966)
- Cronista Não é Recado (1967)
- Minha Senhora de Mim (1967)
- Educação Sentimental (1975)
- As Mulheres de Abril (1976)
- Poesia Completa I e II (1960-1982) (1982)
- Os Anjos (1983)
- Minha Mãe, Meu Amor (1984)
- Rosa Sangrenta (1987)
- Antologia Poética (1994)
- Destino (1998)
- Só de Amor (1999)
- Antologia Pessoal - 100 Poemas (2003)
- Inquietude (2006)
- Les Sorcières - Feiticeiras (2006) edição bilíngue
- Cem Poemas + 21 inéditos (2007)
- Palavras Secretas (Antologia) (2007)
- Poemas do Brasil (2009)
- Poesia Reunida (1960-2006) (2009)
- As Palavras do Corpo (Antologia de poesia erótica) (2012)
- Poemas para Leonor (2012)
- Poesis (2017)
- Estranhezas (2018)

Ficção
- Ambas as Mãos sobre o Corpo (1970)
- Novas Cartas Portuguesas (1971) (obra conjunta))
- Ana (1974)
- O Transfer (1984)
- Ema (1984)
- A Paixão Segundo Constança H. (1994)
- A Mãe na Literatura Portuguesa (1999)
- As Luzes de Leonor (2011)
- A Dama e o Unicórnio (2013)
- Meninas (2014)